# دیوید ام. براون
دیوید ام. براون (به انگلیسی: David McDowell Brown) فضانورد اهل ایالات متحده آمریکا است که در ۱۶ آوریل ۱۹۵۶ میلادی در آرلینگتون (ویرجینیا) زاده شد. وی در مأموریت اس‌تی‌اس-۱۰۷ حضور داشته است.